# Monika Kallies
Monika Kallies, née le 31 juillet 1956 à Stralsund (République démocratique allemande), est une ancienne rameuse est-allemande. Elle est championne olympique aux Jeux de 1976.

## Carrière
Lors des Jeux olympiques d'été de 1976, elle est sacrée championne olympique du huit avec l'équipe est-allemande. L'année précédente, elle avait déjà remporte le titre mondial en huit aux Mondiaux 1975.

## Palmarès

### Jeux olympiques
- Jeux olympiques d'été de 1976 à Montréal ( Canada) :
  -  médaille d'or en huit

### Championnats du monde
- Championnats du monde 1975 à Nottingham ( Royaume-Uni) :
  -  médaille d'or en huit